# 福建省人民代表大会常务委员会
福建省人民代表大会常务委员会（简称福建省人大常委会）是福建省人民代表大会的常设机关，对福建省人民代表大会负责并报告工作。常务委员会由主任、副主任若干人，秘书长、委员若干人组成。

## 历史沿革
中华人民共和国1954年宪法及地方组织法并未规定设置省级人大的常务机关。
1979年7月，第五届全国人民代表大会第二次会议通过《关于修正中华人民共和国宪法若干规定的决议》，其中规定：“县和县以上地方各级人民代表大会设立常务委员会，它是本级人民代表大会的常设机关”。1979年12月，召开福建省第五届人民代表大会第二次会议，选举产生常务委员会。

## 机构设置
- 办公厅
- 研究室
- 人事代表工作室
- 法制工作委员会
- 监察和司法工作委员会
- 农业与农村工作委员会
- 财政经济工作委员会
- 教育科学文化卫生工作委员会
- 华侨工作委员会（台胞工作委员会）
- 环境与城乡建设工作委员会
- 信访局

直属事业单位
- 福建省人大代表之家
- 《人民政坛》杂志社
- 福建省人大常委会办公厅信息中心
- 福建省人大常委会人民接待室
- 福建省涉台法律研究中心

## 历届组成人员

### 第五届
- 任期：1979年12月－1983年4月
- 主任：廖志高（1982年3月辞任） → 项南（1982年3月补选）
- 副主任：蔡黎、蓝荣玉、刘永生、王直、贾久民、贺敏学、陈希仲、傅柏翠、蔡良承、侯林舟、卢嘉锡、任曼君、李温仁
- 秘书长：侯林舟 → 蔡良承（1981年10月任）

### 第六届
- 任期：1983年4月－1988年1月
- 主任：胡宏（1985年10月辞任） → 程序（1985年10月补选）
- 副主任：蔡黎、刘永生、郭瑞人、康北笙、王直、曾鸣、刘永业、侯林舟、蔡良承、王炎（1985年10月补选）、温秀山（1985年10月补选）、王一士（1987年5月补选）
- 秘书长：刘岳峰

### 第七届
- 任期：1988年1月－1993年1月
- 主任：程序
- 副主任：郭瑞人、温秀山、黄长溪、张渝民、康北笙、王一士、刘永业、萧健、张明俊（1991年4月补选）、游德馨（1992年4月补选）
- 秘书长：郑心坦 → 洪海

### 第八届
- 任期：1993年1月－1998年1月
- 主任：陈光毅（1994年4月辞任） → 贾庆林（1994年4月补选，1996年10月辞任） → 袁启彤（1997年4月补选）
- 副主任：袁启彤、郭瑞人、黄长溪、苏昌培、刘永业、张明俊（1996年3月辞任）、洪华生、宋峻、黄文麟（1995年4月补选）
- 秘书长：宋峻

### 第九届
- 任期：1998年1月－2003年1月
- 主任：袁启彤（2002年1月辞任） → 宋德福（2002年1月补选）
- 副主任：王建双、施性谋、洪华生、宋峻（2001年2月辞任）、童万亨、方忠炳（2001年2月辞任）、郑义正（2001年2月辞任）、黄贤模、林强、黄松禄（2001年2月补选）
- 秘书长：曾喜祥

### 第十届
- 任期：2003年1月－2008年1月
- 主任：宋德福（2005年1月辞任） → 卢展工（2005年1月补选）
- 副主任：张家坤、贾锡太、洪华生、黄贤模、林强、曹德淦、谢先文、曾喜祥、陈营官（2005年1月补选）、朱亚衍（2005年1月补选）、刘德章（2007年1月补选）
- 秘书长：陈光普

### 第十一届
- 任期：2008年1月－2013年1月
- 主任：卢展工 → 孙春兰
- 副主任：刘德章（2011年1月18日辞任）、王美香（2012年1月17日辞任）、袁锦贵、郑道溪（2012年1月17日辞任）、徐谦（2009年1月辞任，2012年1月17日当选）、庄先、马潞生（2009年1月补选，2012年1月17日辞任）、张广敏（2011年1月18日当选）、张健（2012年1月17日当选）、李红（2012年1月17日当选[3]）
- 秘书长：马潞生

### 第十二届
- 任期：2013年1月－2018年1月
- 主任：尤权
- 副主任：徐谦、陈桦（2015年2月1日补选）、叶双瑜（2016年1月15日当选）、蘇增添（2014年1月16日当选）、张广敏、张健（2015年3月31日辞任）、陈伦（2015年2月1日补选，2017年1月22日辞任）、邓力平、刘群英、黄琪玉（2015年7月18日辞任）、潘征（2015年2月1日补选[4]）、彭锦清（2016年1月15日当选[5]）
- 秘书长：牛纪刚（2017年1月22日辞任） → 刘道崎（2017年1月22日当选[6]）

### 第十三届
- 任期：2018年1月－2023年1月
- 主任：于伟国（2021年1月21日辞任[7]） → 尹力（2021年1月27日当选[8]）
- 副主任：张广敏（2021年1月27日辞任[9]）、雷春美（2019年1月18日当选，2022年1月25日辞任[10]）、梁建勇（2020年1月15日当选[11]）、黄琪玉（2021年1月27日辞任[9]）、邓力平（2021年1月27日辞任[9]）、潘征（2021年1月27日辞任[9]）、吴洪芹、檀云坤、袁毅（2021年1月27日当选[8]）、严可仕（2021年1月27日当选[8]）、周联清（2022年1月25日当选[12]）、庄稼汉（2022年1月25日当选[12]）
- 秘书长：刘道崎（2022年1月25日辞任[10]） → 黄新銮（2022年1月25日当选[12]）

### 第十四届
- 任期：2023年1月－
- 主任：周祖翼
- 副主任：周联清、庄稼汉、李德金、檀云坤、袁毅、江尔雄（2023年11月23日辞任[13]）、陈冬（2024年1月27日当选[14]）、林宝金（2024年1月27日当选[14]）
- 秘书长：黄新銮